# نهر ييلو
نهر ييلو نهر في جنوب الولايات المتحدة يمر عبر ألاباما وفلوريدا. يصب في خليج بلاكووتر أحد أذرع خليج بينساكولا.